# ماشاالله وروایی
ماشاالله وروایی (زاده ۱۳۲۹کرمانشاه)، بازیگر و عضو امداد و نجات هوانیروز ارتش و هم چنین از خلبانان و از اعضای تیم مهندسی پروازهای هوانیروز و سرهنگ بازنشسته یِ ارتش ایران، اهل ایران است.

## زندگی
«من در نوجوانی سال ۱۳۳۸ در نمایش‌های دبیرستانی کارم را شروع کردم و به خاطر علاقه‌ام به سینما و هنر از معلمان عزیزمان که کار نمایشی را برای دانش آموزان فراهم می‌کردند، آموزش می‌دیدم.
»

—ماشاالله وروایی
ماشاالله وروایی زاده ۱۳۲۹ در استان کرمانشاه (شهر کرمانشاه). در دانشگاه افسری نیروی هوایی ارتش تحصیلات خود را گذرانده و کار خود را در کادر پرواز در کارهای نمایش و هنر آغاز کرده‌است.

## حرفه
در گروه‌های نمایشی فرهنگ و هنر کرمانشاه به همراه آتش تقی‌پور به عنوان مسئول گروه تئاتر کرمانشاه حضور داشت. سال ۱۳۴۷ وارد خدمت نظام در تهران شد و در آنجا به کارهای نمایشی مشغول شد. در دوران جنگ کارهای نمایشی را با افراد نظامی، ارتشی و هوانیروز می‌ساختند و در جبهه‌ها اجرا می‌کردند. به همراه غلامحسین لطفی برای شبکه استانی کرمانشاه، شبکه استانی ایلام و شبکه استانی کردستان کارهای طنز انجام می‌داد.
ماشااللّه وروایی به علت نقش عمو کاووس در مجموعه نمایشی نون خ به شهرت رسید

## تقدیر
با اتمام نون خ ۲ یوسف قربانی، فرمانده وقت هوانیروز ارتش جمهوری اسلامی ایران از او به خاطر بازی در این سریال تشکر و قدردانی کرد.

## آثار
- سریال دلیران ظفار
- تأتر افسانه خروس خوان
- تله تأتر سوار سرنوشت
- مستند درمسیر سیمره
- سریال دایه کشور
- مجموعه تلویزیونی روغن نباتی
- سریال کرایه نشینی
- سریال طنز عیدانه
- سریال گمشده در غبار
- مجموعه برنامه های شب نشینی
- مستند کرمانشاه در جنگ
- ماجراهای آقای زرنگ باشی
- مجموعه تلویزیونی بهزیستن
- سریال شیرین و فرهاد
- سریال باد و کلاه
- مجموعه برنامه زنگ شب
- سریال پشی کشی
- سریال خاک‌و خورشید
- تله فیلم هم پرواز[۱۰]
- سریال خالجوش
- نون خ (فصل اول تا پنجم) - در نقش عمو کاووس[۳][۱۱][۱۲][۱۳]